# Jan Antonisz van Ravesteyn
Jan Anthonisz van Ravesteyn (né vers 1572, à La Haye (?) - mort le 21 juin 1657 à La Haye) est un peintre néerlandais du siècle d'or.

## Biographie
Disciple du portraitiste Michiel Jansz van Mierevelt de Delft, Van Ravesteyn est mentionné dans les archives de la ville en 1597. De 1598 à sa mort, il a vécu à La Haye, où il était membre de la guilde de Saint-Luc. Son atelier a produit de nombreux portraits de la famille royale de la Maison de Nassau.

## Œuvres
- Narbonne
  - Portrait de femme - Musée des Beaux-Arts de Narbonne
- Lille
  - Portraits de femme, Palais des beaux-arts de Lille

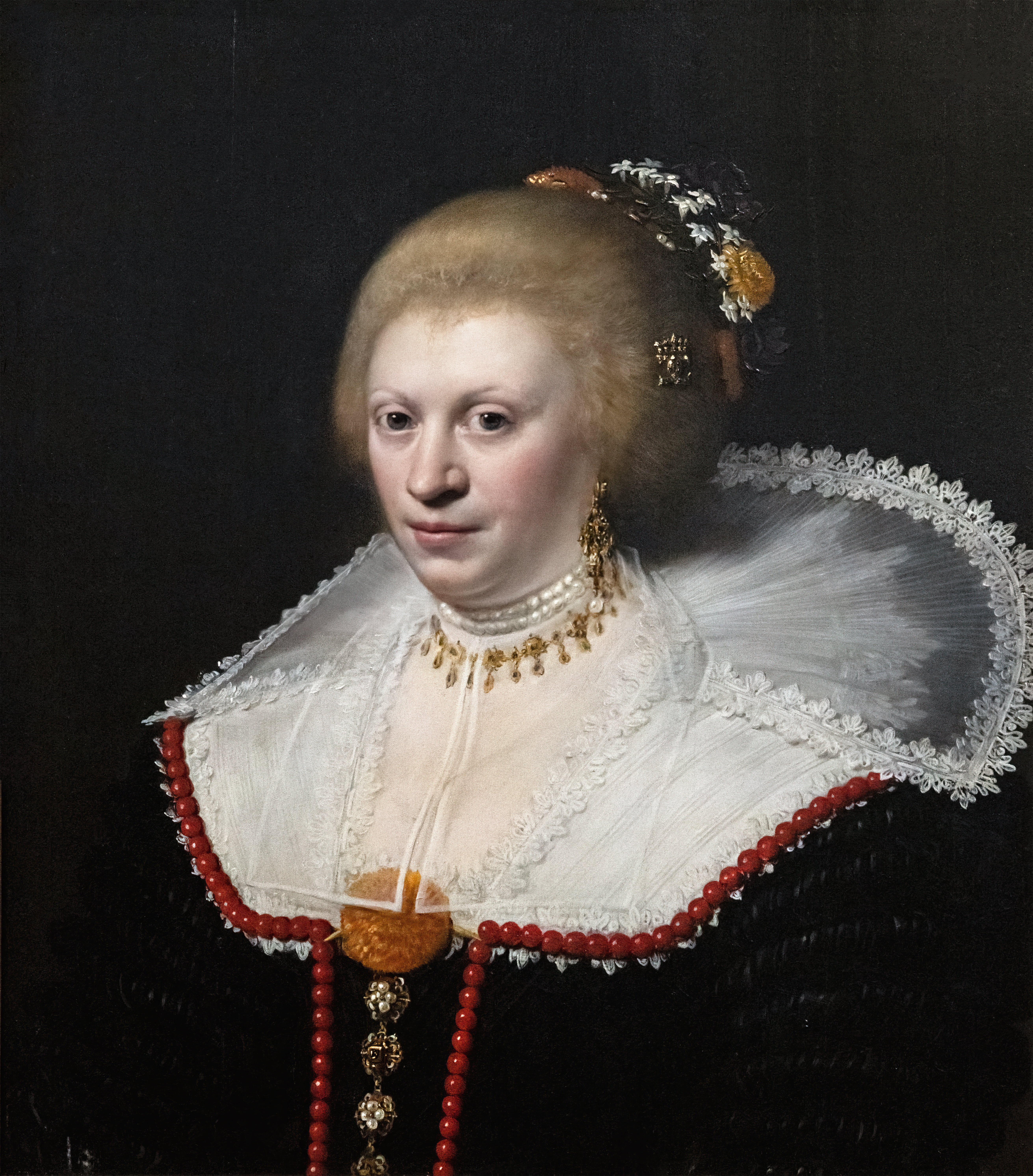
Portrait de femme, Musée des Beaux-Arts de Narbonne
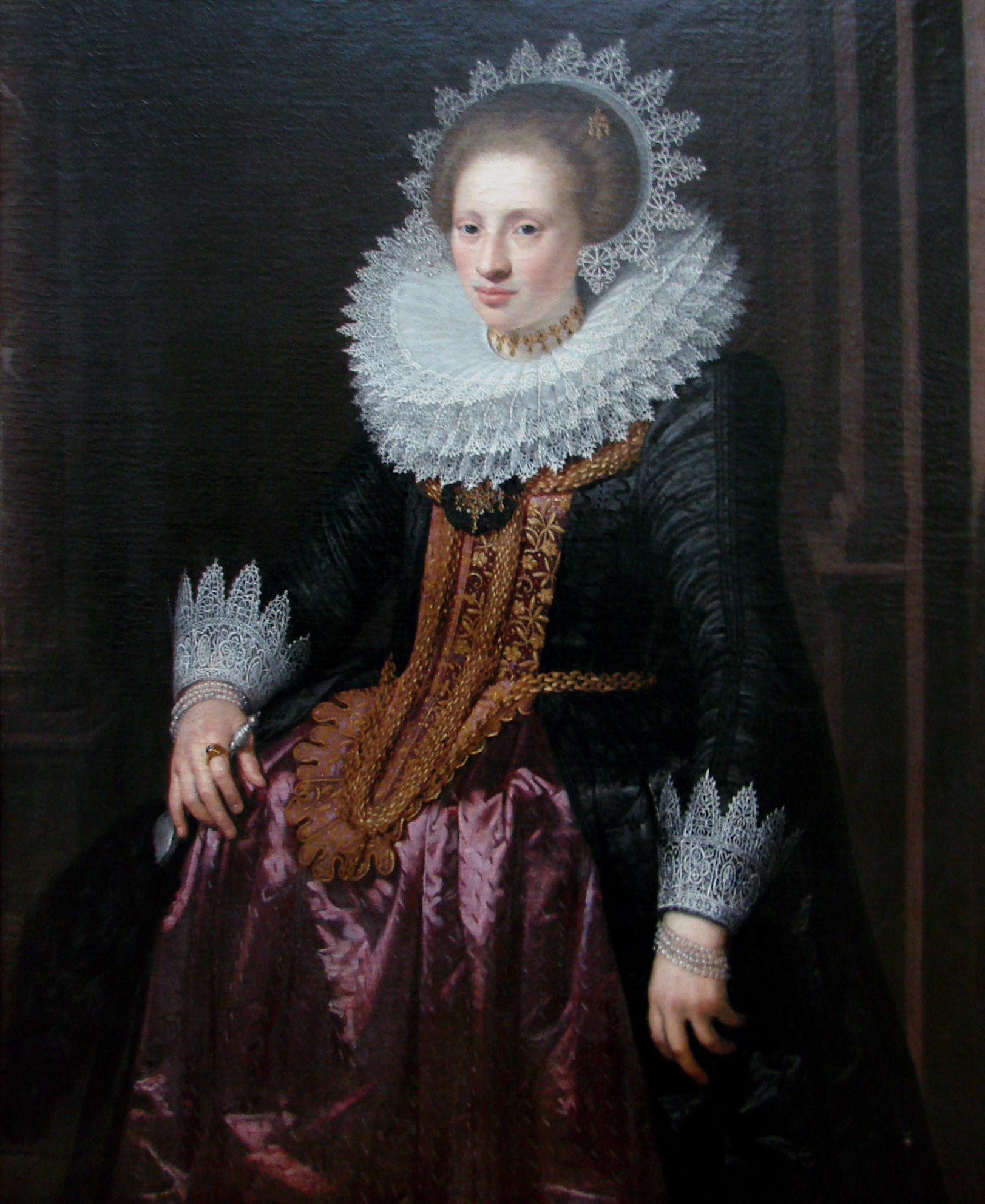
Portrait de femme, 1620 (Palais des beaux-arts de Lille)